# 小畑美稲

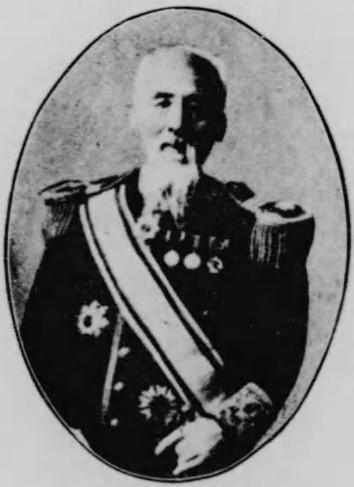
小畑美稲

小畑 美稲（おばた うましね、1829年10月22日（文政12年9月25日） - 1912年11月12日）は、幕末から明治の武士（土佐藩士）、裁判官、政治家。元老院議官、貴族院議員、錦鶏間祗候、正二位、男爵。幼名・孫二郎または孫次郎。

## 経歴
土佐国土佐郡一宮村（高知県土佐郡一宮村を経て現高知市）で、土佐藩士・小畑美穂の長男として生まれる。奥宮慥斎から陽明学を学ぶ。土佐勤王党に加わり尊王攘夷運動を推進。文久3年（1863年）、土佐勤王党の獄により入獄した。
明治維新後に赦免され新政府に出仕。明治2年7月（1869年）、弾正大巡察に就任。以後、弾正権少忠、司法大解部、司法少判事を歴任。
明治5年8月（1872年）、茨城裁判所長に就任。以後、大阪裁判所長、長崎上等裁判所判事、京都裁判所長、大阪上等裁判所長心得、名古屋控訴裁判所長、宮城控訴裁判所長などを務めた。
1884年12月、元老院議官に就任。1890年9月29日、貴族院勅選議員に任じられ、死去するまで在任。同年10月20日、錦鶏間祗候となる。1893年4月、香川県知事に就任し、1895年11月まで務めた。1896年6月5日、男爵を叙爵された。1906年4月1日、勲一等瑞宝章を受章。墓所は青山霊園(1イ-20-19)。

## 栄典
位階
- 1874年（明治7年）2月18日 - 正六位[5]
- 1885年（明治18年）2月6日 - 従四位[6]
- 1886年（明治19年）10月20日 - 従三位[7]

勲章等
- 1885年（明治18年）4月7日 - 勲三等旭日中綬章[8]
- 1889年（明治22年）11月25日 - 大日本帝国憲法発布記念章[9]
- 1895年（明治28年）12月29日 - 勲二等瑞宝章[10]
- 1906年（明治39年）4月1日 - 勲一等瑞宝章[11]

## 親族
- 長男 小畑大太郎（貴族院議員）
- 三男 小畑厳三郎（陸軍少将）
- 四男 小畑敏四郎（陸軍中将）